# 328870 Danabarbato
328870 Danabarbato è un asteroide della fascia principale. Scoperto nel 2009, presenta un'orbita caratterizzata da un semiasse maggiore pari a 3,1611068 au e da un'eccentricità di 0,1727275, inclinata di 19,03130° rispetto all'eclittica.
L'asteroide è dedicato all'insegnante statunitense Dana Barbato.